# Zander Horvath
Alexander John Horvath (Mishawaka, 10 dicembre 1998) è un giocatore di football americano statunitense che milita nel ruolo di fullback per i Los Angeles Chargers della National Football League (NFL).

## Carriera

### Los Angeles Chargers
Al college Horvath giocò a football all'Università Purdue. Fu scelto nel corso del settimo giro (260º assoluto) del Draft NFL 2022 dai Los Angeles Chargers. A inizio stagione divenne il primo running back o fullback a segnare un touchdown su ricezione in entrambe le sue prime due partite dal 1942. Quelle furono le uniche marcature della sua stagione da rookie, chiusa con 15 presenze, di cui 2 come titolare.